# Klaus C. Engelen

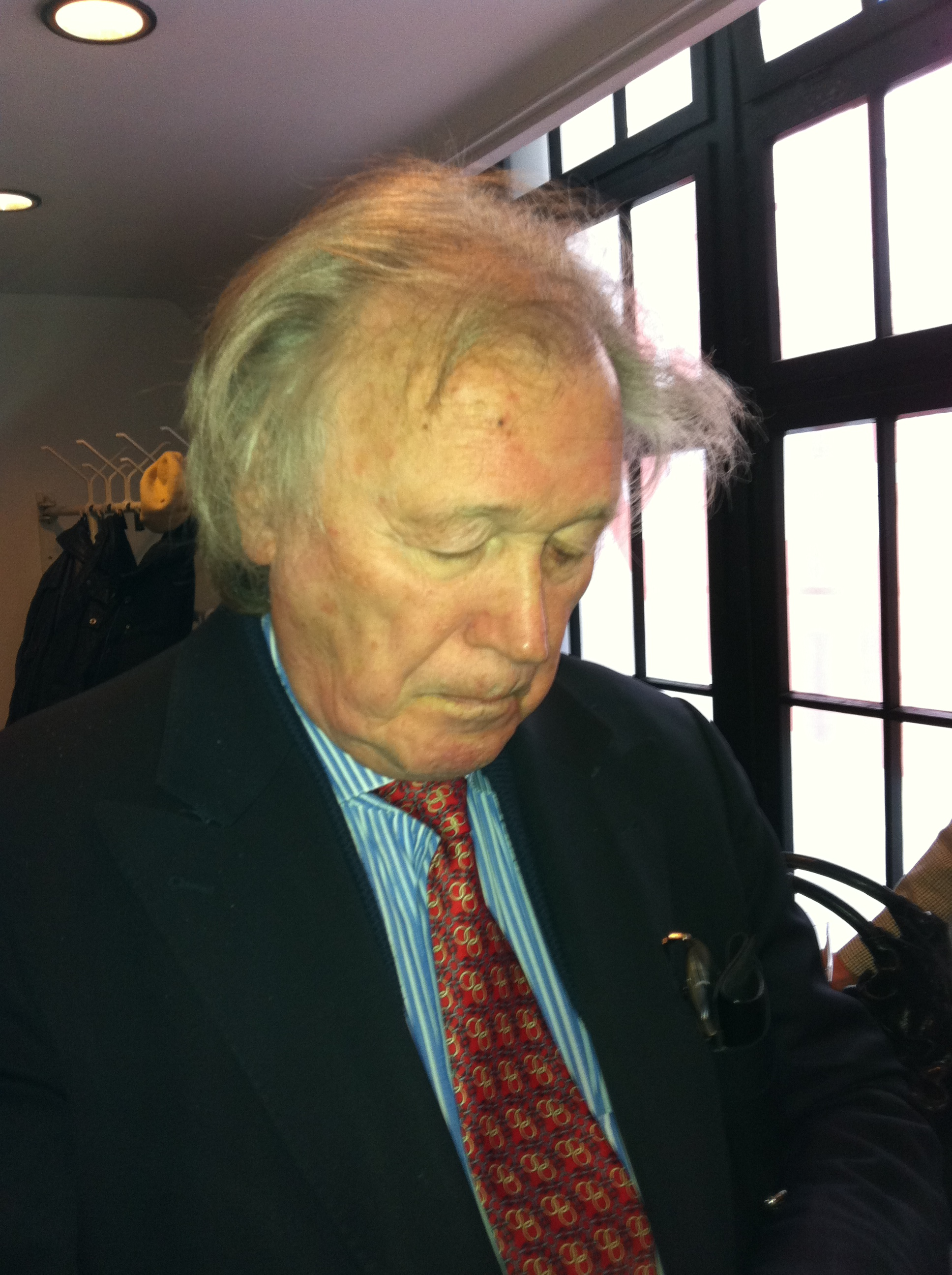
Klaus C. Engelen (2012)

Klaus C. Engelen (* 20. Juli 1936 in Düsseldorf) ist ein deutscher Wirtschaftsjournalist.

## Leben
Engelen absolvierte nach dem Abitur 1957 am Gymnasium Düsseldorf-Gerresheim zunächst eine zweijährige Banklehre bei der Dresdner Bank in Düsseldorf, bevor er 1959 an der Universität Köln ein Studium der Betriebswirtschaftslehre aufnahm. Nach dem Abschluss des Studiums als Diplomkaufmann mit Schwerpunkt Banken war er bei den US-Finanzhäusern CIT Group und Schroders in New York tätig. Gleichzeitig promovierte er bei dem für Bankbetriebslehre an der Universität Köln zuständigen Heinrich Rittershausen zu dem Thema Factoring in den USA.
1967 wurde er an der Universität Köln mit der Arbeit Auf der Suche nach neuen konjunkturellen Indikatoren: Der Handelskredit in den USA promoviert. Danach war Engelen von 1967 bis 1982 – mit einer zweijährigen Unterbrechung von 1970 bis 1972, in der er die Leitung des Bereichs Wirtschaftsdienste in der Düsseldorfer Verlagszentrale übernommen hatte – Leiter des USA-Büros des Handelsblatts mit Sitz in Washington, D.C. und New York. In dieser Zeit übernahm er auch die Berichterstattung über die wirtschafts- und finanzpolitischen Entwicklungen in Lateinamerika. Von 1972 bis 1977 war er gleichzeitig US-Korrespondent für die zur Verlagsgruppe gehörende Wirtschaftswoche.
Mit Veröffentlichungen hat Engelen seit der zweiten Hälfte der 1960er Jahre die Entwicklung der Bretton-Woods-Institutionen verfolgt und hat – mit zwei Ausnahmen – von 1968 an alle Jahrestagungen des Internationalen Währungsfonds und der Weltbank begleitet. Von 1982 bis 2001 war er als internationaler Korrespondent des Handelsblatt für die Berichterstattung über die weltweiten Finanzmärkte sowie die internationalen Finanzinstitutionen und Gremien der internationalen wirtschafts- und finanzpolitischen Zusammenarbeit  G7, G20 oder G24 verantwortlich.
Heute veröffentlicht er neben dem Handelsblatt auch in ausländischen Fachpublikationen wie The International Economy in den USA, Central Banking und  Global Risk Regulator in Großbritannien.
Er ist seit Juli 1967 mit Ursula Engelen-Kefer verheiratet. Sie haben zwei erwachsene Söhne.

## Schriften
- Die Finanzierung und das Factoring von Buchforderungen in den Vereinigten Staaten von Amerika. Bankwirtschaftliche Sonderveröffentlichungen des Instituts für Bankwirtschaft und Bankrecht an der Universität Köln, Abteilung für Bankwirtschaft, Band 5. Köln-Lindenthal 1965.
- Der Handels- und Lieferantenkredit in den USA. Duncker u. Humblot, Berlin 1969.